# Tmarus toschii
Tmarus toschii là một loài nhện trong họ Thomisidae.
Loài này thuộc chi Tmarus. Tmarus toschii được Lodovico di Caporiacco miêu tả năm 1949.